# Antocha biacus
Antocha biacus är en tvåvingeart som beskrevs av Evgenyi Nikolayevich Savchenko 1981. Antocha biacus ingår i släktet Antocha och familjen småharkrankar. Inga underarter finns listade i Catalogue of Life.